# Zdiby
Zdiby (deutsch Zdib) ist eine Gemeinde in Tschechien. Sie liegt neun Kilometer nördlich des Stadtzentrums von Prag an dessen Stadtgrenze und gehört zum Okres Praha-východ.

## Geographie
Zdiby befindet sich rechtsseitig der Moldau auf der Böhmischen Tafel in der Quellmulde des Přemyšlenský potok. Östlich verläuft die Autobahn D 8/E 55 von Lovosice nach Prag, von der an der Abfahrt 1 „Zdiby“ die Straße 608 durch die Gemeinde in den Prager Stadtteil Dolní Chabry führt. Westlich liegt die slawische Burgstätte Pravý Hradec.
Nachbarorte sind Zdibsko und Sedlec im Norden, Bořanovice im Nordosten, Březiněves im Osten, Ďáblice im Südosten, Dolní Chabry im Süden, Čimice und Brnky im Südwesten, Přemyšlení, Veltěž, Klecánky und Roztoky im Westen sowie Klecany im Nordwesten.

## Geschichte

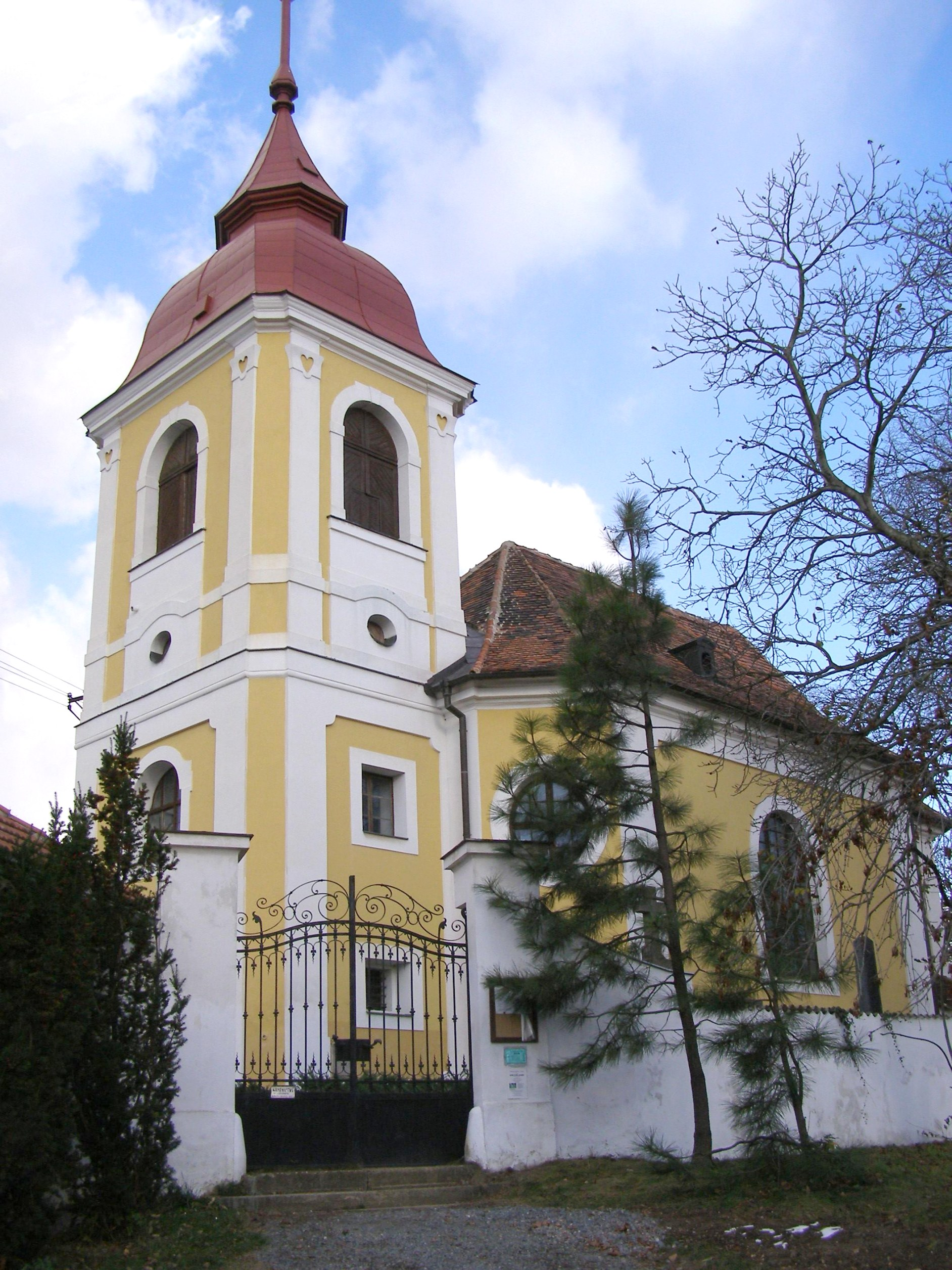
Die Kirche von Zdiby

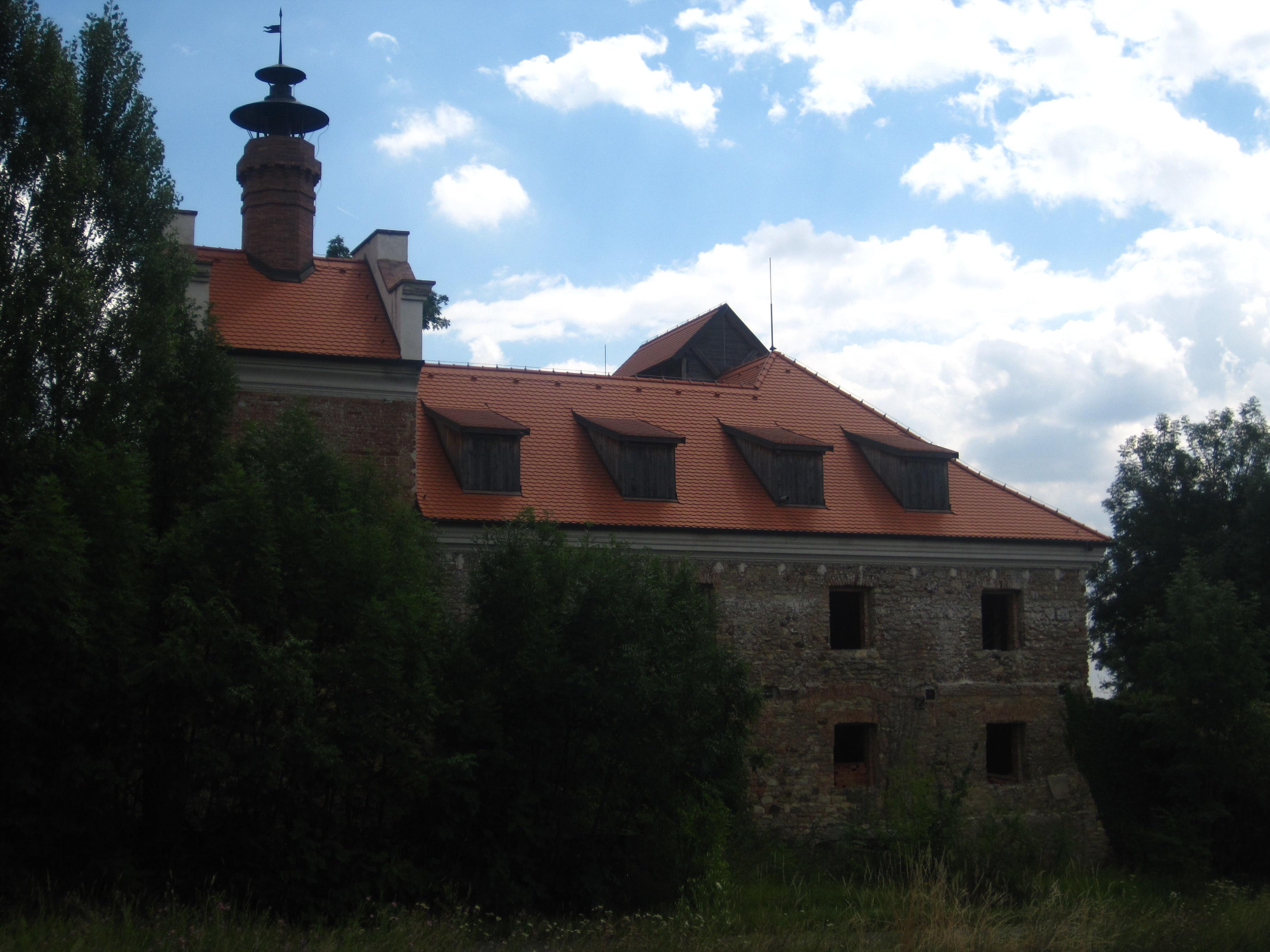
Ruine des Schlosses

Die erste schriftliche Erwähnung des dem Mönchskloster der hl. Katharina auf der Prager Neustadt gehörigen Dorfes erfolgte im Jahre 1266. Während der Hussitenkriege gelangte Zdiby ab 1420 an weltliche Besitzer. Zu ihnen gehörten ab dem 17. Jahrhundert die Grafen Radetzky von Radetz, die auch Přemyšlení besaßen. Zdiby befand sich an der Alten Poststraße, die von Prag nach Norden führte.
Nach der Aufhebung der Patrimonialherrschaften bildete Zdiby ab 1850 eine Gemeinde im Bezirk Karlín. 1875 erwarb die Brauerfamilie Martin und Marie Stejskal aus Smíchov das Schloss einschließlich der Brauerei, Ziegelei und der Ländereien für 175.000 Gulden. 1890 nahm die neue Schlossbrauerei die Produktion auf. Ab 1928 gehörte die Gemeinde zum Bezirk Praha-venkov. Ab 1946 kam die Gemeinde zum Okres Praha-sever und seit 1961 gehört sie zum Okres Praha-východ. 1948 wurde die „Erbengemeinschaft Josef Stejskal, Zdiby“ enteignet und deren Besitz verstaatlicht.

## Gemeindegliederung
Die Gemeinde Zdiby besteht aus den Ortsteilen Brnky (Bernek), Přemyšlení (Premischl), Veltěž (Weltesch) und Zdiby (Zdib).

## Sehenswürdigkeiten
- Schloss Zdiby, zum Ende des 18. Jahrhunderts an Stelle der alten Feste errichtet. Das Schloss wurde nach 1948 zum Sitz eines Staatsgutes, das später an das Staatsgut Ďáblice und nach der Reform der Staatsgüter an das Gut Odolena Voda angeschlossen war. Während der kommunistischen Herrschaft wurde das aus der Zeit der Renaissance stammende Inventar einschließlich der Gemälde vernichtet. Später diente es als Lehrlingsinternat und ging dann später an den Musikfonds über, der Rekonstruktionsmaßnahmen durchführte. Zum Zeitpunkt der Samtenen Revolution war es zum Abriss vorgesehen. 1992 ging es in Restitution an die Erbengemeinschaft Stejskal, die mit der Sanierung begann.
- Kirche der Erhebung des hl. Kreuzes, in der Kirche befindet sich die Grabtafel von Přimyslav Ferdinand Ritter Radetzky von Radetz († 1676)
- wüste slawische Burgstätte Pravý Hradec
- Ruine der Brauerei
- Neue Post, heute Gaststätte
- Ruine des Schlosses Brnky